# Placa norte-americana

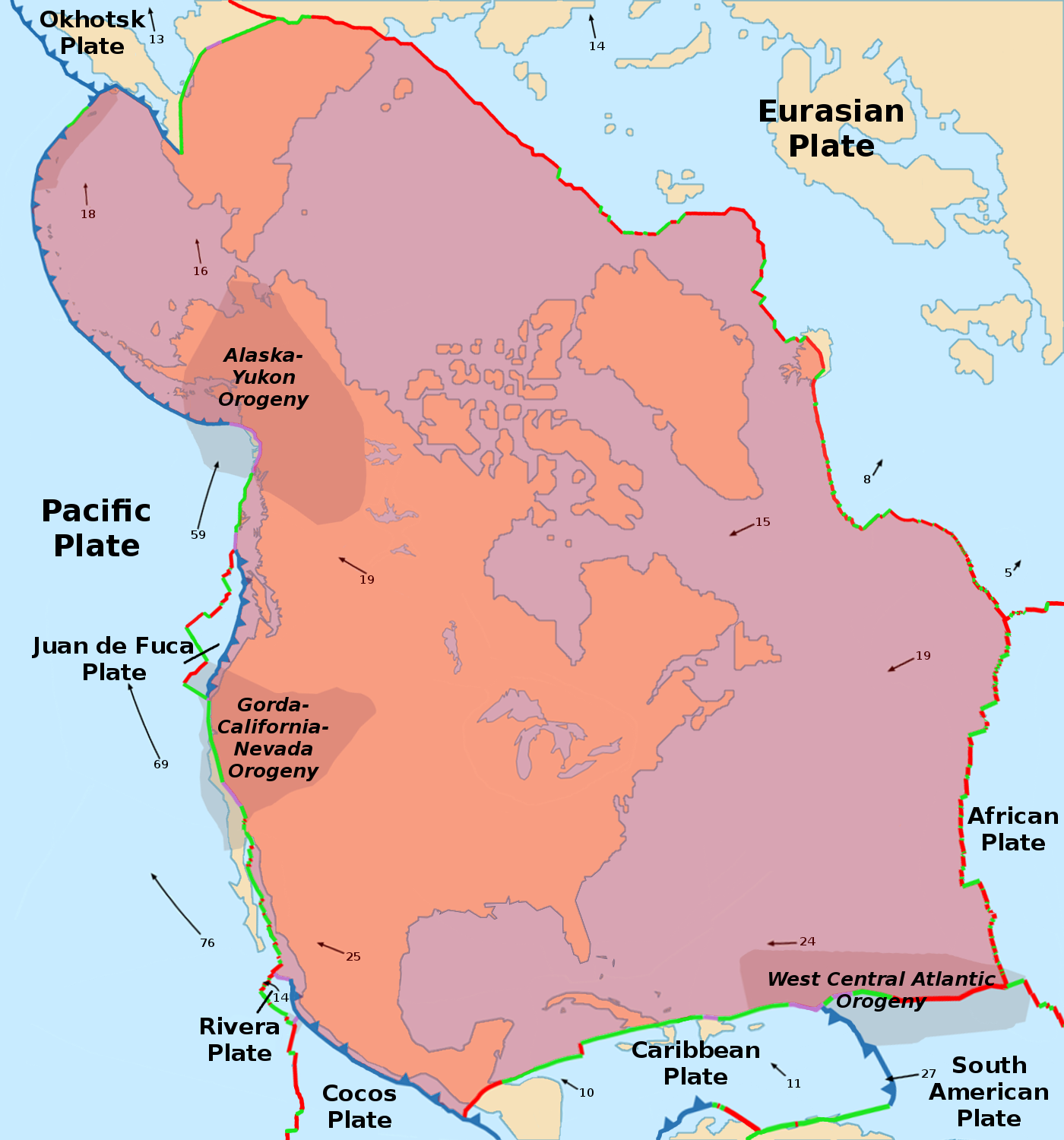
Placas tectónicas do mundo

A Placa Norte-Americana é uma das seis principais placas tectônicas do planeta. O limite entre esta placa e a placa do Pacífico é o limite conservativo (as placas deslizam, horizontalmente, uma em relação à outra). A placa tem uma área total de 75 900 000 quilômetros quadrados.